# Redován
Redován (valencianisch Redovà) ist eine Gemeinde im Südosten von Spanien in der Provinz Alicante in der Valencianischen Gemeinschaft. 2024 hatte die Gemeinde 8.285 Einwohner.

## Geografie
Die Gemeinde grenzt an die Gemeinden Benferri, Callosa de Segura, Cox, Granja de Rocamora und Orihuela. Der Ort liegt am Fuße der Sierra de Callosa. Redovan gehört zu den Dörfern der Vega Baja (niedriges fruchtbares Tal) an der südlichen Costa Blanca.

## Geschichte
Obwohl die Stadt von den Mauren während der arabischen Besetzung Spaniens (8. bis 13. Jahrhundert) gegründet wurde, gibt es Hinweise auf eine viel frühere Besiedlung, die bis in die Vorgeschichte zurückreicht. Die Stadt ist bekannt für ihre Keramik, und diese Tradition reicht bis ins 3. Jahrhundert v. Chr. zurück, da verschiedene Keramikstücke aus dieser Zeit gefunden wurden.

## Demografie
| 1842 | 1900 | 1930 | 1950 | 1970 | 1981 | 1991 | 2001 | 2011 |
| ---- | ---- | ---- | ---- | ---- | ---- | ---- | ---- | ---- |
| 504  | 1665 | 2915 | 3666 | 3693 | 4424 | 5040 | 5860 | 7562 |